# Habitatge al carrer de la Creu, 20 (Santa Maria de Palautordera)
L'Habitatge al carrer de la Creu, 20 és una obra de Santa Maria de Palautordera (Vallès Oriental) protegida com a Bé Cultural d'Interès Local.

## Descripció
Aquesta casa forma part d'un conjunt de tres cases del tram més antic del carrer.
Es tracta d'un edifici entre mitgeres i coberta a dues vessants, amb el carener paral·lel a la façana i ràfec de dents de serra. Consta de planta baixa i pis. A la planta baixa destaca la porta d'accés tipus portal, d'arc rebaixat. Al costat hi ha una finestra clàssica sense decoració. Al primer pis hi ha un finestral d'arc rebaixat amb sortida a un balcó simple i una altra finestra més petita que la de la planta baixa.